# Rumjana Zacharieva

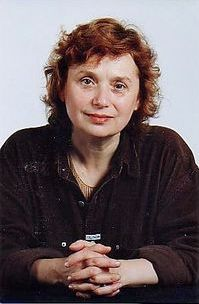
Die deutschsprachige Schriftstellerin bulgarischer Herkunft im Jahre 2005 in Bonn

Rumjana Zacharieva (* 30. September 1950 in Baltschik/Bulgarien) ist eine deutschsprachige Schriftstellerin bulgarischer Herkunft.

## Leben
Rumjana Zacharieva ist gebürtige Bulgarin. Erste Gedichte in Bulgarisch publizierte sie mit dreizehn Jahren in der bulgarischen Presse. Nachdem sie 1970 die Reifeprüfung an einem englischsprachigen Gymnasium in Russe (ehemaliges Rustschuk) abgelegt hatte, übersiedelte sie im gleichen Jahr in die Bundesrepublik Deutschland. Während eines einjährigen Besuchs des Studienkollegs der Universität Bonn lernte sie Deutsch. Sie studierte Anglistik und Slawistik in Bonn und schloss ihr Studium 1977 mit dem Magistergrad ab. Seit Mitte der siebziger Jahre veröffentlicht sie literarische Texte auch für den Rundfunk in deutscher Sprache. Seit 2017 erneut auf Bulgarisch. Die Autorin lebt heute in Bad Münstereifel.
Rumjana Zacharieva ist Verfasserin von Romanen, Erzählungen, satirischen Kurzgeschichten, Gedichten, Hörspielen und Radiofeatures; daneben übersetzt sie aus dem Bulgarischen und Deutschen.
Rumjana Zacharieva ist Mitglied des PEN-Zentrums Deutschland, des Verbandes deutscher Schriftstellerinnen und Schriftsteller, der literarischen Vereinigung „Die Kogge“
und seit 2018 des Bulgarischen Schriftstellerverbandes. Sie erhielt u. a. 1979 den Förderpreis für Literatur des Landes Nordrhein-Westfalen, 1991 den Kogge-Förderpreis sowie 1999 den Literaturpreis der Bonner Lese- und Erholungsgesellschaft. Es folgten Stipendien der Kunststiftung NRW (2004) und des Kultusministers des Landes NRW (2008) für den Frauen-, Migrantinnen- und Migranten-Roman Transitvisum fürs Leben, erschienen im März 2012. 2013 erhielt die Schriftstellerin ein Arbeitsstipendium der Landesregierung Nordrhein-Westfalen. Ihr bulgarisches Manuskript „Runde Zeit“ gewann einen Wettbewerb des bulgarischen Kultusministeriums.

## Werke
- Geschlossene Kurve. Edition Xylos, Gelsenkirchen 1978.
- Fegefeuer. Edition Xylos, Gelsenkirchen 1979.
- Schwur. Tentamen, Stuttgart 1984.
- Eines Tages jetzt oder warum verändert Elisabeth Schleifenbaum ihr Leben. Paul List Verlag, München 1987; Neuauflage S. Fischer Verlag, Frankfurt 2016.
- 7 kg Zeit. Verlag Irene Kuron, Bonn 1990. Neuauflagen Horlemann Verlag 1999, 2006 und 2013. Auch als Hörspiel (WDR3 und ORF).
- Am Grund der Zeit. Avlos-Verlag, Sankt Augustin 1993, Neuauflage 2013 Andiamo Verlag, Mannheim.
- Birka entdeckt Sankt Augustin. Avlos-Verlag, Sankt Augustin 1994.
- Die geliehenen Strapse. Avlos-Verlag, Siegburg 1998; Neuauflage S. Fischer Verlag, Frankfurt 2016.
- Bärenfell. Horlemann Verlag, Unkel/Rhein 1999. Auch als WDR3-Hörspiel.
- Transitvisum fürs Leben Horlemann Verlag, Berlin 2012. Auch als WDR3-Hörspiel.
- Schenk mir ein Jahr ohne Weihnachten – Geschichten und Hörfunkbeiträge für das kleine Lachen zwischendurch.  Andiamo Verlag, Mannheim 2013.
- traumwechselstörung. LYRIKPAPYRI, Edition Voss/Horlemann Verlag, Berlin 2013, ISBN 978-3-89502-366-8
- Runde Zeit, Gedichte auf Bulgarisch, Verlag Multiprint 2018
- Handschuhe für den kalten Krieg, Roman auf Bulgarisch, Verlag Hermes 2018
- Maminkas Sommerküche, Roman Größenwahn Verlag 2020.

## Herausgeberschaft
- Nicht alt, Sankt Augustin 1996
- Bulgariens Herz, Anthologie aktueller bulgarischer Lyrik, Größenwahn Verlag 2020

## Übersetzungen
- Alltagsschmiede, Bovenden 1984
- Blaga Dimitrova: Narben, Sankt Augustin 1999
- Blaga Dimitrova: Verurteilt zur Liebe, Gelsenkirchen 1981
- Jana Dobreva: Laß uns Tschelik spielen, Berlin 1994
- Ljubomir Levčev: Standpunkt, Neuss [u. a.] 1985
- Konstantin M. Pavlov: Zerkratzter Himmel, Sankt Augustin 1995
- Radoj Ralin: Späte Brombeeren, Sankt Augustin 1997
- Ivajlo Petrov: Vor meiner Geburt ... und danach, Linz am Rhein 2000
- Nikolaj Tabakov: Ja, Roman, Mannheim 2013
- Johano Strasser: Die schönste Zeit des Lebens, ins Bulgarische für Sawremennik 1/2014, Sofia 2014
- Nikolaj Tabakov: Der erdachte Krieg. Roman, Mannheim 2015
- Der Scheherazade-Effekt oder Sprachflüchtlinge, Texte von Sherko Fatah, Navid Kermani, Renan Demirkan, Said, Massum Faryar, Rafik Schami und Safiye Can (ca. 300 Seiten); aus dem Deutschen ins Bulgarische für Sawremennik (Zeitgenosse) 4/2015, Sofia 2015[3]
- Bulgariens Herz, Anthologie aktueller bulgarischer Lyrik, Größenwahn Verlag 2020
- Mitternachtsetüden, Novellen von Zlatimir Kolarov, Anthea Verlag 2021
- Gedichte und lyrische Fragmente, von Angela Dimcheva, Anthea Verlag 2021
- Klagelieder und Trinksprüche, von Dimitar Christov, herausgegeben von Jan Turovski, edition andiamo 2021
- WDR 5 Textreihen und Features zum Thema Fasten, Weihnachten, Bulgarien und Bulgarische Literatur